# Nygård (Egen Sogn)
 For alternative betydninger, se Nygård. (Se også artikler, som begynder med Nygård)
Nygård er beliggende  i Nørreskoven på Als. Siden maj 2008 har Nygård været et kultursted, drevet af Foreningen Nygård, der har lejet ejendommen  af Naturstyrelsen, som ejer stedet.
Nygård var oprindelig de nordborgske hertugers jagthytte.  Senere blev stedet bolig for skovridere og  skovfogeder.  I perioden november 2005 til november 2007 boede Charlotte Sahl Madsen, daværende direktør for Danfoss Universe, på Nygård.
Fra november 2007 til maj 2008 renoverede Foreningen Nygård hovedbygningen med støtte fra A.P.Møller og Hustru Chastine Mc-Kinney Møllers Fond til Almene Formaal.

## Nygårds historie
Nygård dateres til 1600-tallet. Antages at være opført af hertug Hans den Yngre. 
I Trap Danmark beskrives lokaliteten således:”Nygård. De nordborgske hertugers jagthus ”Neuenhoff” beskrives 1730 som ”meget vidt bygfældigt,forfaldent og ruineret”. Den grundmurede hovedbygning, der var beboet af skovrideren (”der Schoureiter”) og havde 24 fag i længden og 6 i bredden samt ”store skorstene og kaminer”, foreslås da nedrevet, ligesom den ubenyttede lade på 14 fag; materialerne foreslås anvendt til reparation af Østerholm slot . Da det imidlertid besluttes at nedbryde slottet, anvendes i stedet dettes materialer på Nygård, der foruden af jagthuset bestod af et forpagterhus, sammenbygget m. kostalden, lade, vestre tærskehus, studestald og et meget forfaldent hollænderi (mejeri). Istandsættelsen afsluttedes 1737. ”Die Hegereiter Wohnung Neuenhoff” blev på ny repareret 1791 og vistnok helt ombygget 1819-20 ved bygmester Nis Marcussen i Mjels. Nu fremtræder skovfogedgården som en meget indtagende helhed,m. to grundmurede, stråtækte avlslænger fra 1700-tallet, delvis opført af munkesten fra Østerholm,og en hvidkalket hovedbygning. Med fladbuede vinduer, lavt, halvt afvalmet tag og høj, fremspringende kælderetage.” 
Den velbevarede runddysse, Baronens Høj  vidner om, at stedet har været befolket langt tidligere. Den stammer fra bondestenalderen  (fra ca. 3900 f.Kr. til 1800 f.Kr).

## Galleri
- Nygård
- Nygårds avlsbygninger
- Nygård set fra skoven
- Nygård set fra havsiden

## Skovridere og skovfogeder på Nygård
- ca. 1694          Förster Johan Hulsebusch
- 1703 - 1714     Hans Henrik Uhlenbergs
- 1714 - 1728     Claus Karlsen Schütz
- 1728 - 1756     Skovrider Henning Wolf
- 1756 - 1758     Hern Klinge
- 1758 - 1784     Hegereiter Andreas Petersen
- 1784 - 1785     Skovrider Ole Olsen
- 1785 - 1816     Skovrider Christian Frederik Würtzinger
- 1716 - 1851     Skovrider Henrik August Grotrian
- 1851 - 1862     Skovrider, baron Julius Wedel Wedelsborg
- 1862 - 1872     Skovrider Carl Hansen
- 1872 - 1892     Revirförster Heinrich Deichmann
- 1892  - 1908    Revirförster Wilhelm Deichgräber
- 1908 -  1920    Revirförster Born
- 1920                Konstitueret skovfoged A. Mariager
- 1920 - 1956     Skovfoged Godtfred Angelo
- 1956 - 1976     Skovfoged Troels Trier Mørk
- 1977 - 2004     Skovfoged Leo Vindahl Olsen

### Fodnoter
1. ↑  Østerholm slot
2. ↑  Trap Danmark Åbenrå-Sønderborg Amter, Bind X,3, s. 1294.
3. ↑  Baronens høj Fund og fortidsminder – Baronens Høj